# ملعب غورسل أكسل
ملعب غورسل أكسل هو ملعب كرة قدم يقع في إزمير، تركيا.بدأ بناء الملعب في 9 سبتمبر 2017 وأفتتح في 25 يناير 2020.